# Niger na letnich igrzyskach olimpijskich
Niger wystartował we wszystkich letnich IO od igrzysk w Tokio w 1964, oprócz igrzysk w Montrealu w 1976 oraz igrzysk w Moskwie w 1980 roku (bojkot igrzysk). Reprezentowany był przez 30 sportowców (24 mężczyzn i 6 kobiet). Do letnich igrzysk olimpijskich w Rio de Janeiro jedynym nigeryjskim medalistą był bokser Issaka Daboré - zdobywca brązowego medalu na igrzyskach w Monachium w 1972 roku.

## Klasyfikacja medalowa
| Igrzyska            | Złoto | Srebro | Brąz | Razem |
| ------------------- | ----- | ------ | ---- | ----- |
| 1964 Tokio          | 0     | 0      | 0    | 0     |
| 1968 Meksyk         | 0     | 0      | 0    | 0     |
| 1972 Monachium      | 0     | 0      | 1    | 1     |
| 1984 Los Angeles    | 0     | 0      | 0    | 0     |
| 1988 Seul           | 0     | 0      | 0    | 0     |
| 1992 Barcelona      | 0     | 0      | 0    | 0     |
| 1996 Atlanta        | 0     | 0      | 0    | 0     |
| 2000 Sydney         | 0     | 0      | 0    | 0     |
| 2004 Ateny          | 0     | 0      | 0    | 0     |
| 2008 Pekin          | 0     | 0      | 0    | 0     |
| 2012 Londyn         | 0     | 0      | 0    | 0     |
| 2016 Rio de Janeiro | 0     | 1      | 0    | 1     |
| 2020 Tokio          | 0     | 0      | 0    | 0     |
| Razem               | 0     | 1      | 1    | 2     |

### Według dyscyplin
| Dyscyplina | Złoto | Srebro | Brąz | Razem |
| ---------- | ----- | ------ | ---- | ----- |
| Taekwondo  | -     | 1      | 0    | 1     |
| Boks       | -     | -      | 1    | 1     |
| Razem      | 0     | 1      | 1    | 2     |